# Política de El Salvador

El Escudo de El Salvador ostenta un triángulo equilátero que representa los tres poderes del gobierno: Ejecutivo, Legislativo y Judicial.

La República de El Salvador es un estado unitario y soberano desde el 2 de febrero de 1841, y su soberanía reside en el pueblo. Su Constitución establece un gobierno republicano, democráticamente representativo, laico y presidencialista pleno. El sistema político es pluralista y se expresa por medio de los partidos políticos, que son el único instrumento para el ejercicio de la representación del pueblo ante el gobierno. Consecuentemente, la existencia de un partido único oficial es incompatible con el sistema democrático y con la forma de gobierno consignados en la carta magna.
El poder público emana del pueblo. Los funcionarios del gobierno son delegados del pueblo y no tienen más facultades que las que expresamente les otorga la ley. Los órganos fundamentales son el Legislativo, el Ejecutivo y el Judicial. Cada uno de ellos tiene sus funciones definidas y sus decisiones son independientes uno del otro.
El Estado salvadoreño cuenta, además, con instituciones gubernamentales que vigilan, apoyan y controlan las decisiones del mismo. Entre estas instituciones se pueden mencionar: el Ministerio Público, los órganos de control y los gobiernos locales. Cada uno tiene sus propias políticas de elección de sus miembros y disponen de independencia, establecida por la Constitución. El sistema de elecciones es dirigido y supervisado por el Tribunal Supremo Electoral, el ente que según la Constitución tiene la obligación de establecer la normativa para el ejercicio eleccionario salvadoreño.

## Órganos del Estado
El Salvador, como sucede en todas las democracias, mantiene una separación de poderes. 
- El Poder Legislativo es la Asamblea Legislativa de El Salvador,
- El Poder Ejecutivo tiene como titular al Presidente de El Salvador,
- y el Poder Judicial es la Corte Suprema de Justicia de El Salvador.

### El Órgano Legislativo (OL)

#### Elección de cargos
Para ser diputado se requiere ser mayor de 25 años, salvadoreño por nacimiento, hijo de padre o madre salvadoreño, de notoria honradez e instrucción, y no haber perdido los derechos de ciudadano en los cinco años anteriores a la elección.  El mandato se establece en 3 años y pueden ser reelegidos.
A partir de 2023, sus escaños son asignados mediante el sistema D'Hondt (que se queda con los cocientes obtenidos en la votación), en lugar del sistema Hare (de cocientes y residuos) que se usaba con anterioridad.

### El Órgano Ejecutivo (OE)
El gobierno, en sentido estricto, es decir la autoridad de mando que ejecuta las decisiones del Estado, está representado por el Ejecutivo. Su titular es el Presidente de la República. Además desarrolla algunos actos mediante un Consejo de Ministros, del que forma parte junto con todos los representantes de cada Secretaría de Estado y el vicepresidente de la República.
Se afirma que el sistema salvadoreño es presidencialista, pues los actos de dirección de la política interna y externa son atribuciones del Presidente de la República, con limitada intervención de la Asamblea Legislativa. Si bien existe un Consejo de Ministros que decide sobre algunas cuestiones trascendentales, éste se encuentra formado por subordinados del jefe del Ejecutivo, a los que este órgano puede remover a discreción. Excepcionalmente, tratándose de ministros a quienes corresponda la seguridad pública o la inteligencia de Estado, y en casos de graves violaciones a los derechos humanos, la Asamblea Legislativa puede recomendar al Presidente de la República, con carácter obligatorio, la destitución de dichos funcionarios. El vicepresidente de la República sólo puede ser removido por la Asamblea Legislativa en situaciones expresamente determinadas por la Constitución.

#### Elección de cargos
El Presidente de la República sólo puede llegar al cargo si es designado candidato por un partido político legalmente inscrito en el Tribunal Supremo Electoral y vence en las elecciones presidenciales. Para optar a la presidencia se requiere ser salvadoreño por nacimiento, hijo de padre o madre salvadoreño, estado seglar, mayor de treinta años de edad, de moralidad e instrucción notorias, estar en el ejercicio de los derechos de ciudadano y haberlo estado en los seis años anteriores a la elección. El período presidencial es de cinco años y comenzará —y terminará— el día 1 de junio. No puede haber reelección en períodos consecutivos. El presidente y vicepresidente de la República son electos de la misma manera. 
Los ministros son elegidos directamente por el presidente de la República. Todos ellos se reúnen con el presidente y el vicepresidente de la República en un Consejo de Ministros. Corresponde al presidente nombrar, aceptar renuncias y conceder licencias a los ministros y viceministros de Estado, así como al jefe de la Seguridad Pública y al Jefe de la Inteligencia del Estado, pudiendo también removerlos.

#### Funciones
Como atribuciones y obligaciones del Presidente de la República se señalan: 
- Procurar la armonía social y conservar la paz y tranquilidad del país,
- Celebrar tratados y convenios internacionales, someterlos a la ratificación de la Asamblea Legislativa y vigilar su cumplimiento,
- Dirigir las relaciones exteriores,
- Dar a la Asamblea Legislativa los informes que esta le pida excepto si se tratara de planes secretos de carácter militar.
- Sanciona, promulga y publica las leyes y las hace ejecutar,
- Proporciona a los funcionarios del orden judicial los auxilios que necesitan para hacer efectivas sus providencias,
- Conmuta penas previo informe y dictamen favorable de la Corte Suprema de Justicia,
- Dirige la guerra y hace la paz, y somete inmediatamente a la ratificación de la Asamblea Legislativa cualquier tratado que celebre.
- El Presidente de la República decreta los reglamentos que fueran necesarios para facilitar y asegurar la aplicación de las leyes cuya ejecución le corresponda.

El Presidente de la República es el comandante general de la Fuerza Armada, la cual forma parte del órgano Ejecutivo. También los demás órganos fundamentales del Estado, es decir el Legislativo y el Judicial, pueden disponer de la Fuerza Armada para hacer efectivas las disposiciones que hayan adoptado.
Para la gestión de las funciones públicas que corresponde al Ejecutivo habrá las secretarías de Estado que fueran necesarias, entre las cuales se distribuirán los diferentes ramos de la administración. Cada secretaría estará a cargo de un ministro, quien actuará con la colaboración de uno o más viceministros.
Entre otras funciones corresponde al Consejo de Ministros: 
- Decretar el reglamento interno del órgano Ejecutivo y su propio reglamento,
- Elaborar el plan general del gobierno así como el proyecto de presupuesto de ingresos y egreso y presentarlo a la Asamblea Legislativa,
- Proponer a esta la suspensión de garantías constitucionales,
- Suspender y restablecer las garantías constitucionales si la Asamblea Legislativa no estuviera reunida.

#### Fuerza Armada y seguridad pública
En la Constitución se establece que la Fuerza Armada es una institución permanente al servicio de la nación. Debe ser obediente, profesional, apolítica y no deliberante. La Fuerza Armada tiene por misión la defensa de la soberanía del Estado y de la integridad del territorio. 
El Presidente de la República puede disponer excepcionalmente de la Fuerza Armada para el mantenimiento de la paz interna. La defensa nacional y la seguridad pública estarán adscritas a ministerios diferentes. 
La seguridad pública estará a cargo de la Policía Nacional Civil, que es un cuerpo profesional, independiente de la Fuerza Armada y ajeno a toda actividad partidista.

### El Órgano Judicial (OJ)

#### Organización y elección de cargos
La Corte Suprema de Justicia es el máximo tribunal de justicia del país. Es elegida por la Asamblea Legislativa de las ternas presentadas por el Consejo Nacional de la Judicatura. Los magistrados de la Corte Suprema de Justicia son elegidos para un período de nueve años, pueden ser reelegidos y se renuevan por terceras partes cada tres años. La Asamblea Legislativa puede destituirlos por causa previamente establecida en la ley. Tanto la elección como la destitución deberán contar con el voto favorable de por los menos los dos tercios de los diputados electos.
El presidente de Corte Suprema de Justicia, quien es a su vez el presidente del Órgano Judicial, será elegido cada tres años y será el presidente de la Sala de lo Constitucional. Asimismo, para este tribunal, la Asamblea Legislativa nombrará directamente a los cuatro magistrados restantes.
La importancia de la Sala de lo Constitucional radica en que le corresponden las funciones de tribunal constitucional: conocer y resolver los procesos de inconstitucionalidad, amparo y habeas corpus, entre otros.
Sin embargo hay que señalar que dentro de la potestad de administrar justicia, corresponde a cualquier tribunal y juzgado —en los casos en que tengan que pronunciar sentencia— declarar la inaplicabilidad de cualquier ley o disposición de otros órganos contraria a los preceptos constitucionales en los casos concretos.

#### Funciones
Son atribuciones fundamentales de la Corte Suprema de Justicia: 
- Dirimir conflictos entre tribunales que discuten competencia para decidir quién debe juzgar;
- Ordenar el curso de los suplicatorios o comisiones rogatorias que se libren para practicar diligencias fuera del Estado y mandar a cumplir las que procedan de otros países,
- Conceder la extradición, autorizar el cumplimiento de sentencias dictadas en el extranjero,
- Vigilar que todos los magistrados y jueces administren pronta y cumplida justicia,
- Conocer en antejuicio de las responsabilidades de los jueces de primera instancia, jueces de paz y otros que le señale la ley,
- Emitir informe y dictamen en las solicitudes de indulto y conmutaciones de pena.
- Nombra además a los magistrados de cámara, jueces de primera instancia y jueces de paz de las ternas que propone el Consejo Nacional de la Judicatura, a los médicos forenses y a los empleados de las dependencias de la Corte Suprema de Justicia; puede removerlos, conocer de sus renuncias y concederles licencias;
- Practica recibimientos de Abogados y autoriza para el ejercicio de su profesión, y puede suspenderlos e inhabilitarles;
- Elabora el proyecto de presupuesto de los sueldos y gastos de la administración de justicia, y los remite al Ejecutivo para su inclusión, pero no puede modificar el proyecto del presupuesto general del Estado, el cual deberá aprobar la Asamblea Legislativa, debiendo esta hacer consultas con la Corte Suprema de Justicia en caso de ajustes al presupuesto.

La Corte Suprema de Justicia desempeña tareas administrativas y jurisdiccionales, es decir aquellas relativas al funcionamiento de sus oficinas, y las actividades que estrictamente se refieren a impartir justicia.
Los magistrados,jueces de tribunales y juzgados desempeñan fundamentalmente funciones administrativas como la gestión de los recursos económicos que le son proporcionados por la Corte Suprema de Justicia y el control de su personal.

## Instituciones gubernamentales

### El Ministerio Público
El Ministerio Público tiene a su cargo funciones de apoyo y vigilancia al gobierno, y es ejercido por el fiscal general de la República, el procurador general de la república y el procurador para la defensa de los derechos humanos.
Estos funcionarios permanecerán tres años en el ejercicio de sus cargos, podrán ser reelegidos y deberán ser electos con el voto favorable de una mayoría calificada de los dos tercios de los diputados electos.

#### Fiscalía General de la República
Al fiscal general de la República corresponde, entre otras atribuciones: 
- Defender los intereses del Estado y de la sociedad,
- Promover de oficio o a petición de parte la acción de la justicia en defensa de la legalidad,
- Dirigir la investigación del delito con la colaboración de la Policía Nacional Civil,
- Promover la acción penal de oficio o, a petición de parte,
- Defender los intereses fiscales y representar al estado en toda clase de juicios y en los contratos sobre adquisición de bienes inmuebles en general y de los muebles sujetos a licitación.

Le compete asimismo velar porque en la concesiones de cualquier clase, otorgadas por el Estado, se cumplan los requisitos, las condiciones y las finalidades establecidas en las mismas.

#### Procuraduría General de la República
Al procurador general de la República le corresponde: 
- Velar por la defensa de la familia, los menores y demás personas incapaces, dar asistencia económica a las personas de escasos recursos económicos y representarlas judicialmente en defensa de su libertad y de sus derechos laborales y nombrar, remover, conceder licencias y aceptar renuncias de su personal.

#### Procuraduría para la Defensa de los Derechos Humanos
El procurador para la defensa de los derechos humanos debe cumplir con las siguientes atribuciones: 
- Velar por el cumplimiento de los derechos humanos,
- Investigar de oficio mediante denuncia casos de violaciones de derechos humanos,
- Promover recursos judiciales o administrativos para la protección de los derechos humanos, *vigilar la situación de las personas privadas de su libertad,
- Supervisar la situación de la administración pública frente a las personas,
- Promover reformas ante los órganos del Estado para el progreso de los derechos humanos,
- Formular conclusiones y recomendaciones públicas y privadamente,
- Elaborar y publicar informes entre otras atribuciones.

### Los órganos de control
Son órganos de control la Corte de Cuentas de la República, el Consejo Nacional de la Judicatura y el Tribunal Supremo Electoral. 

#### Corte de Cuentas de la República
La Corte de Cuentas de la República es el máximo Organismo de Control Gubernamental, de acuerdo a la Constitución de la República de El Salvador. A esta entidad corresponde la fiscalización de la hacienda pública y de la ejecución del presupuesto.

#### Consejo Nacional de la Judicatura
Al Consejo Nacional de la Judicatura corresponde proponer candidatos para los cargos de magistrados para la Corte Suprema de Justicia, magistrados de las cámaras de segunda instancia, jueces de primera instancia y jueces de paz. Sus miembros serán elegidos y destituidos por la Asamblea Legislativa con el voto calificado de las dos terceras partes de los diputados electos.

#### Tribunal Supremo Electoral
El Tribunal Supremo Electoral es la autoridad máxima en materia electoral. Está formada por cinco magistrados, nombrados por la Asamblea Legislativa, que permanecen cinco años en el cargo. Tres de ellos son elegidos de las ternas propuestas por los tres partidos políticos o coaliciones legales que hayan obtenido mayor número de votos en la última elección presidencial. Los dos restantes, que no deben tener afiliación política, son nombrados con el voto favorable de los dos tercios de los diputados electos, de dos ternas propuestas por la Corte Suprema de Justicia.

### Gobiernos locales
Los gobiernos locales de El Salvador son los concejos municipales.

#### Concejos Municipales
Los Concejos Municipales constituyen la autoridad al frente de las alcaldías o ayuntamientos. Son elegidos por un período de tres años a través de elecciones directas, populares y secretas.
Los consejos son autónomos en lo económico, en lo técnico y en lo administrativo. Están formados por un alcalde, un síndico y dos o más regidores según el tamaño de la población.
Tienen la facultad de crear, modificar y suprimir las tasas y las contribuciones públicas. La separación entre los conceptos impuestos, tasa y contribuciones públicas es de suma importancia para delimitar los ámbitos de poder del municipio en materia tributaria. Los tres vocablos derivan del concepto genérico de contribución o tributo. El impuesto es una contribución exenta de contraprestación concreta para el obligado al pago, es decir que los impuestos pueden no tener un beneficio directo al contribuyente. Este tipo de tributo no puede ser decretado por las alcaldías. Las tasa son contribuciones en las que existe una contraprestación directa para el obligado. Las contribuciones públicas o especiales son aquellas en las que existe un grupo de ciudadanos que obtiene un beneficio determinado por la realización de una obra concreta. 
También el concejo puede establecer su presupuesto, nombrar y remover funcionarios y empleados de sus dependencias, decretar las ordenanzas y los reglamentos locales, elaborar sus tarifas de impuestos y reformarlas proponiéndolas a la Asamblea Legislativa, y gestionar libremente en materias de su competencia. Ninguna ley ni autoridad puede dispensar el pago de las tasas y contribuciones municipales. Los fondos municipales no se podrán centralizar en el Fondo General del Estado, ni emplearse sino en servicios y para provecho de los municipios. Los consejos administran el patrimonio de sus municipios y rinden cuenta de su administración a la Corte de Cuentas. La ejecución del presupuesto se fiscaliza una vez ejecutado el gasto.

#### Gobernaciones
Asimismo, la Constitución establece la presencia de Gobernadores en cada uno de los departamentos del país. Entre las funciones de estos funcionarios se encuentran:
- Promover, apoyar y organizar a las entidades que tengan como objeto la cultura, la salud y el progreso de las comunidades.
- Apoyar actividades deportivas y recreativas.
- Organizar, coordinar e implementar las políticas de auxilio en casos de desastres.

## Partidos políticos
El sistema político salvadoreño es pluralista y se expresa por medio de los partidos políticos, que son el único instrumento para el ejercicio de la representación del pueblo dentro del Gobierno. 
Por otro lado, la existencia de un partido único oficial es incompatible con el sistema democrático y con la forma de gobierno establecidos en la Constitución. De ahí que en El Salvador no puede existir un solo partido político. Según el Código Electoral, un partido debe obtener por lo menos el 3% de los votos válidos de una elección para no desaparecer. 
| Siglas | Nombre                                             | Vigente |
| ------ | -------------------------------------------------- | ------- |
| VAMOS  | Vamos                                              | SI      |
| NT     | Nuestro Tiempo                                     | SI      |
| ARENA  | Alianza Republicana Nacionalista                   | SI      |
| CD     | Cambio Democrático                                 | SI      |
| DS     | Partido Democracia Salvadoreña                     | SI      |
| FMLN   | Frente Farabundo Martí para la Liberación Nacional | SI      |
| GANA   | Gran Alianza por la Unidad Nacional                | SI      |
| NI     | Nuevas Ideas                                       | SI      |
| PCN    | Partido de Concertación Nacional                   | SI      |
| PDC    | Partido Demócrata Cristiano                        | SI      |

## Sistema de elecciones
Las elecciones políticas salvadoreñas son organizadas y dirigidas por el máximo ente salvadoreño en esta materia, que es el Tribunal Supremo Electoral. 

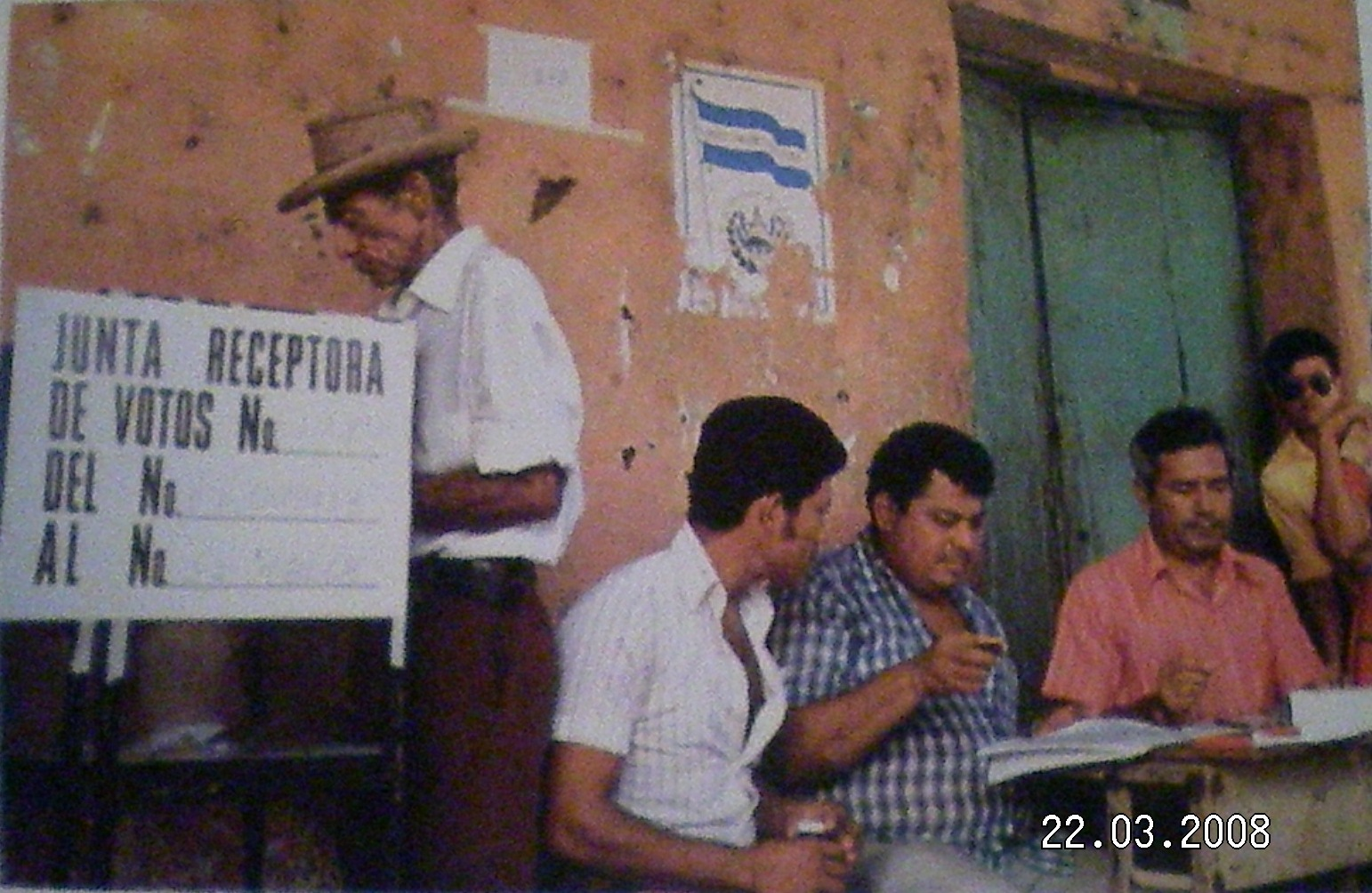
Emisión del voto salvadoreño.

### Requerimientos para emitir el sufragio
Según la Constitución, el cuerpo electoral está formado por todos los ciudadanos capaces de emitir voto (Art. 76). De acuerdo a esto todos los ciudadanos de la República tienen el derecho y el deber de emitir el sufragio, pero con la condición indispensable de estar inscritos en el registro electoral.
Requisitos básicos:
- Ser salvadoreño mayor de 18 años.
- Estar inscrito en el padrón electoral.
- Esto implica poseer Documento Único de Identidad (D.U.I.) vigente a la fecha de la elección.
- No estar en prisión en el momento de las elecciones.
- No padecer de ninguna enfermedad mental que imposibilite la toma de decisiones electorales.

### Proselitismo salvadoreño
El Art. 81 de la Constitución establece que “La propaganda electoral sólo se permitirá, aun sin previa convocatoria, cuatro meses antes de la fecha establecida por la ley para la elección de Presidente y Vicepresidente de la República; dos meses antes, cuando se trate de Diputados, y un mes antes en el caso de los Concejos Municipales”; también es importante destacar que conforme el art. 230 del Código Electoral “Se prohíbe a los Partidos Políticos o Coaliciones y a todos los medios de comunicación, personas naturales o jurídicas, hacer propaganda por medio de la prensa, la radio, la televisión, mítines, manifestaciones, concentraciones, hojas volantes, vallas, aparatos parlantes, así como la pinta y pega de la misma en lugares públicos, antes de la iniciación del período de propaganda que regula el Artículo 81 de la Constitución de la República, y durante los tres días anteriores a la elección y en el propio día de la misma. Tampoco se permite la propaganda partidarista en los centros de votación.”

### Proceso de elección
El ejercicio del voto lo ejercerán los ciudadanos en los lugares que determine la ley y no podrá realizarse en los recintos de las instalaciones militares o de seguridad pública. Para elecciones de Diputados se adopta el sistema de representación proporcional, esto quiere decir que la elección de diputados se hace mediante listas cerradas, y es el partido quien establece el orden de prioridad en la cual los candidatos van a recibir los votos. La elección de los diputados salvadoreños al PARLACEN se hace de la misma manera que para los diputados a la Asamblea Legislativa.
En la elección del consejo municipal, el elector vota por un partido y el que tenga más votos en el municipio ganará la alcaldía. Lo que varía en este caso es la cantidad de concejales que acompañarán en su gestión al alcalde municipal.
La ley establece que en cada municipio se elegirá un concejo base compuesto de un alcalde, un síndico, dos concejales y cuatro miembros suplentes para sustituir indistintamente a cualquier propietario. Cuando la población del municipio es mayor a los cinco mil habitantes la distribución cambia así:
- Dos concejales más en los municipios que tengan hasta 10 000 habitantes.
- Cuatro concejales más en los municipios de más de 10 000 hasta 20 000 habitantes.
- Seis concejales más en los municipios de más de 20 000 hasta 50 000 habitantes.
- Ocho concejales más en los municipios de más de 50 000 hasta 100 000 habitantes.
- Diez concejales más en los municipios de más de 100 000 habitantes.

El padrón electoral, que es la lista que registra a las personas con Documento Único de Identidad (DUI), se cierra 100 días antes de las elecciones. Es decir, un ciudadano que obtenga su DUI después de esa fecha no puede ser incluido en el padrón y por lo tanto no tiene derecho al voto.
Un ciudadano que está apto para el voto, debe acudir a su respectivo centro de votación para emitir el sufragio. Los centros son los espacios donde se concentran las juntas receptoras de votos (JRV), es decir, la unidad mínima del proceso electoral que sirve para canalizar los votos de los electores. 
Los centros de votación son importantes pues ahí no solo se realiza el proceso de emisión de votos sino que, una vez terminado el tiempo para votar, sirve para iniciar el conteo de votos por parte de cada una de las JRV. Además, desde ahí también se realiza la primera fase de transmisión de resultados. En los municipios, los centros de votación dividen a los votantes por apellido. Para el caso de San Salvador por ejemplo, la Feria Internacional sirve como centro de votación uno de los más grandes por cierto, y ahí pueden acudir los votantes inscritos en la circunscripción de la capital con apellido entre la letra A y la C. 

#### ¿Cómo votar?

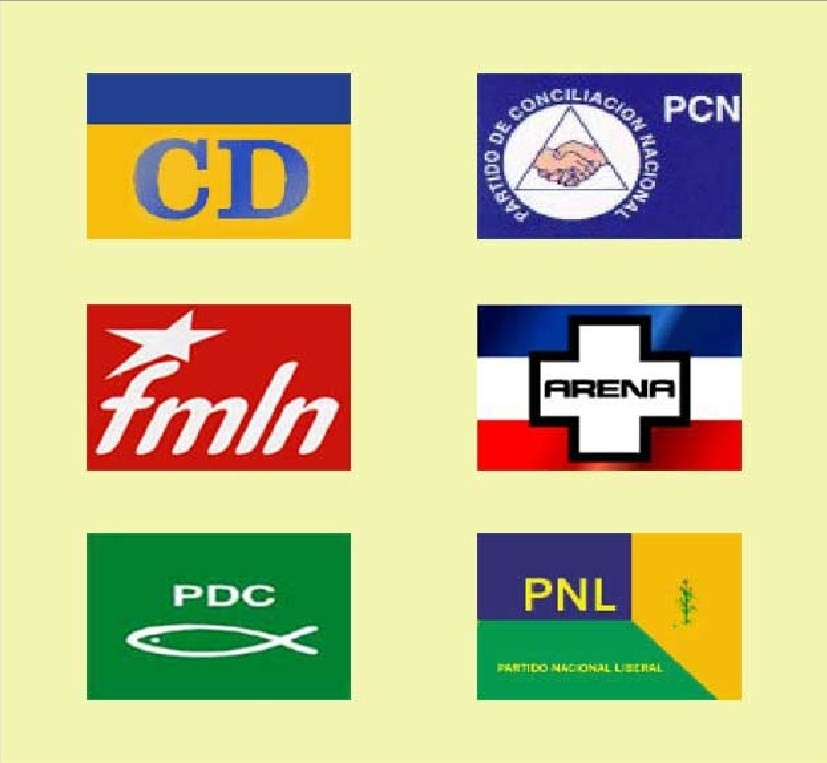
Papeleta de votación de las elecciones del 2006.

El proceso de votación es sencillo. El ciudadano interesado debe acudir al centro de votación que le corresponde. Ahí, tendrá que buscar su nombre en el padrón escrito desplegado en todo el centro de votación para saber en qué Junta Receptora de Votos le tocará votar.
El padrón tiene la foto, nombre completo, número de DUI y la Junta Receptora de Votos donde le toca votar al ciudadano. Una vez encontrado en el padrón, el votante se dirigirá a su respectiva JRV. La JRV está compuesta por un máximo de cinco miembros. Entregará su DUI a uno de sus miembros para que éste verifique nuevamente en el padrón. Al encontrarlo, en el caso de las elecciones legislativas y municipales, le entregará dos papeletas (una para diputados y otra para concejos municipales) y un crayón. El ciudadano irá entonces a la urna de la Junta Recepora de Votos, un minúsculo espacio privado donde podrá emitir su voto. Para que un sufragio sea válido, deberá marcar la bandera del partido de su predilección, en cuanto a la elección de alcaldes y presidente se refiere; en cuanto a diputados, a partir de las elecciones de 2012, el votante elegirá entre la bandera del partido, la foto de un candidato del partido de su preferencia, o por un candidato no partidario.
Luego, regresará a la JRV y depositará las papeletas en otra urna cerrada. Firmará el padrón e introduce uno de sus dedos en tinta indeleble como muestra de que ya ha votado (para las elecciones del 2006 se utilizó un plumón con tinta indeleble). Finalmente, se le regresará su DUI.
Los centros de votación abren, generalmente, a las ocho de la mañana y cierran a las cinco de la tarde.

#### Proceso de conteo de votos
Esta fase se conoce como escrutinio. Cuando los centros de votación se cierran, usualmente a las cinco de la tarde, las Juntas Receptoras de Votos inician su trabajo de conteo de papeletas. Posteriormente, vacían las urnas y cuentan una por una las papeletas de la elección. Una vez contados, el resultado se transmite a documentos que se conocen como actas. 
En cada centro de votación hay un Centro de Transmisión de Datos. Desde ahí se difunde las actas como imágenes vía fax al Centro de Recolección y archivo que está contiguo al Centro Nacional de Procesamiento de Resultados Electorales. Este último es el encargado del conteo de votos a partir de las imágenes de cada acta de cierre. El mismo día de la votación es posible conocer resultados preliminares de la elección, pero los resultados oficiales son dados a conocer varios días después. Para ello hace falta el proceso llamado escrutinio final.
Voto desde el exterior
El 24 de enero de 2013, la Asamblea Legislativa aprobó la legislación que habilita el derecho del sufragio desde fuera de El Salvador a los connacionales residentes alrededor del mundo. La legislación fue aprobada por los votos de 82 diputados. Para la implementación de esta nueva ley, corresponde al Tribunal Suprema Electoral la organización de la logística de las elecciones que por primera vez se realizaron en febrero de 2014.
La legislación está diseñada únicamente para que los salvadorenos en el exterior participen en la elección de presidente y vicepresidente de la República. Esta legislación fue aprobada a partir de una propuesta técnica construida por una comisión interinstitucional integrada por el Ministerio de Relaciones Exteriores, Secretaría de Asuntos Estratégicos, Registro Nacional de las Personas Naturales (RNPN), Dirección General de Migración y Extranjería y la asesoría de la presidencia del Tribunal Supremo Electoral. 
Esta nueva ley fue desarrollada atendiendo un principio de garantizar la universalidad del ejercicio de este derecho a emitir el sufragio. Los dos principales elementos que permiten asegurar que esta propuesta se desarrolla sobre este principio es que se propone un nuevo procedimiento para emitir el Documento Único de Identidad (DUI) a través de oficinas del RNPN instaladas en las ciudades donde el estado salvadoreno cuenta con oficinas consulares o diplomáticas. El segundo elemento de universalidad es que se ha optado por la modalidad postal como el medio para que el ciudadano manifieste su voto.

Ventajas del voto desde el exterior por la vía postal: 
• Libera al organismo rector de los procesos electorales, de las restricciones, que para el caso del voto presencial, se tiene con relación a la mayor o menor cantidad de representaciones diplomáticas acreditadas en el exterior y a las facilidades de espacio o infraestructura con que estas cuentan.
• Permite la realización del proceso de escrutinio en El Salvador.
• Facilita el proceso de vigilancia por parte de los partidos políticos dentro de la contienda.
• Evita aglomeraciones de ciudadanos salvadoreños en puntos fijos designados como centros de votación, ya sean estos los consulados u otras instalaciones autorizadas para ese fin.
• Permite que las personas participen en el proceso eleccionario, sin importar su estatus migratorio, siempre y cuando cuenten con un DUI vigente. 
• Resulta más económico que la modalidad de voto presencial.